# 西部商报
西部商报创刊于2000年1月1日，是一份由甘肃日报社主管主办的都市生活类综合性日报。办报理念为“个性、主流、实用、公信”。2018年6月，该报休刊。

## 历史沿革
《西部商报》前身为《西北农工商报》。1999年11月更名为《西部商报》，划归甘肃日报社主管。2000年1月1日发行创刊号。2002年5月，甘肃日报社与成都博瑞传播股份有限公司（成都商报）合作，创立甘肃西部商报传媒发展有限公司，共同经营《西部商报》。 同年6月1日，《西部商报》全面改扩版，由对开16版改为4开32版。
由于遭受互联网冲击，《西部商报》2015年以来连年亏损。2018年6月23日起开始休刊，整体转型。